# Tian Guojun
Tian Guojun (chinesisch 田国俊; * 10. März 1990 in Anda) ist ein ehemaliger chinesischer Eisschnellläufer.

## Werdegang
Tian wurde bei den Asienmeisterschaften 2013 in Changchun Achter über 10000 m und nahm zu Beginn der Saison 2013/14 in Calgary erstmals am Eisschnelllauf-Weltcup teil, wobei er in der B-Gruppe den 25. Platz über 1500 m errang. Im weiteren Saisonverlauf siegte er bei den chinesischen Meisterschaften über 1500 m und belegte bei den Olympischen Winterspielen 2014 in Sotschi den 34. Platz über 1000 m sowie den 21. Rang über 1500 m. Zudem wurde er bei der Winter-Universiade im Dezember 2013 in Baselga di Piné Zehnter über 1500 m und Fünfter über 1000 m. Im Januar 2015 gewann er bei den Asienmeisterschaften in Changchun die Silbermedaille über 1000 m. In der Saison 2015/16 erreichte er in Calgary mit dem neunten Platz in der Teamverfolgung seine einzige Top-Zehn-Platzierung im Weltcup und absolvierte in Heerenveen seinen letzten Weltcup, welchen er in der B-Gruppe auf dem 20. Platz über 1500 m beendete.

## Erfolge

### Olympische Spiele
- 2014 Sotschi: 21. Platz 1500 m, 34. Platz 1000 m

### Asienmeisterschaften
- 2013 Changchun: 8. Platz 10000 m
- 2015 Changchun: 2. Platz 1000 m

## Persönliche Bestzeiten
| Disziplin | Zeit         | Datum              | Ort            |
| --------- | ------------ | ------------------ | -------------- |
| 500 m     | 36,22 s      | 19. Dezember 2015  | Ürümqi         |
| 1000 m    | 1:09,50 min  | 16. November 2013  | Salt Lake City |
| 1500 m    | 1:46,99 min  | 15. November 2013  | Salt Lake City |
| 3000 m    | 3:52,20 min  | 25. September 2015 | Calgary        |
| 5000 m    | 6:41,13 min  | 27. September 2014 | Calgary        |
| 10000 m   | 14:16,73 min | 17. November 2012  | Harbin         |